# Fabiano Bruzzi
Pour les articles homonymes, voir Bruzzi.
Fabiano Bruzzi est un footballeur brésilien évoluant dans la discipline du football à 7.
Il remporte une médaille d'argent aux Jeux paralympiques d'été de 2004 à Athènes en Grèce.